# Jack Tretton
Jack Tretton (Boston, ...) è un imprenditore e dirigente d'azienda statunitense, membro del comitato consultivo di Genotaur, una startup che si occupa di intelligenza artificiale, e di LifeApps Digital Media, un editore digitale di prodotti e servizi incentrati su salute, fitness e sport.
È noto soprattutto per essere stato presidente e amministratore delegato di Sony Computer Entertainment America (SCEA) dal 2006 al 2014.

## Biografia
Tretton è nato a Boston, nel Massachusetts. Si è laureato al Providence College, nel 1983, con una laurea in marketing. Successivamente, Tretton è stato manager territoriale per Duracell dal 1983 al 1985. Nel 1986 è entrato in Activision come vicepresidente delle vendite fino al 1991, quando è entrato in JVC Musical Industries ed è diventato direttore generale della divisione giochi di JVC fino all'inizio del 1995.
Entrato in Sony nel marzo 1995, Tretton ha fatto parte del team che ha creato la prima PlayStation ed è stato coinvolto nello sviluppo e nella pubblicazione di tutte le principali console e console portatili Sony. Nel novembre 2006, Tretton è stato promosso a Presidente e CEO di SCEA, succedendo a Kazuo Hirai che è diventato Presidente e COO di Sony Computer Entertainment. Dopo la nomina a Presidente, Tretton ha presentato personalmente le conferenze di Sony all'E3 dal 2007 al 2013. Durante il periodo trascorso in Sony, Tretton ha sostenuto il Lucile Packard Children's Hospital di Palo Alto, California, fornendo ai pazienti console e giochi PlayStation.
All'inizio di marzo 2014 è stato annunciato che Tretton si sarebbe dimesso dalla sua posizione alla fine del mese, citando un accordo reciproco tra lui e SCEA per non rinnovare il suo contratto. Gli è succeduto Shawn Layden, che in precedenza era stato Vicepresidente esecutivo e COO di Sony Network Entertainment International.
A fine maggio 2014 è stato annunciato che Tretton è entrato a far parte del comitato consultivo di Genotaur, una startup di San Francisco che si occupa di intelligenza artificiale, e nel settembre successivo è entrato a far parte del comitato consultivo di LifeApps Digital Media, un editore digitale di prodotti e servizi incentrati su argomenti di salute, fitness e sport.